# Das Lied von der Erde
Das Lied von der Erde (in italiano Il canto della terra) è una composizione per contralto, tenore e orchestra scritta da Gustav Mahler nel 1908. La composizione è basata su un libretto tratto da poesie cinesi riadattate in tedesco dal poeta Hans Bethge; è stata eseguita in prima assoluta il 20 novembre 1911 alla Tonhalle di Monaco di Baviera con la direzione di Bruno Walter.

## Storia
Nel 1907 Mahler dovette affrontare una serie di dolorose esperienze che segnarono profondamente la sua vita. La perdita della figlia Putzi, in primo luogo, quindi la consapevolezza che, a causa di una malformazione cardiaca, avrebbe dovuto rinunciare a molte cose, infine l'aver dovuto lasciare l'Opera di Vienna furono per il musicista esperienze terribili.
Nel mese di giugno 1908, insieme alla moglie Alma, lasciò Vienna per il Sudtirolo e si stabilì vicino a Dobbiaco, a Carbonin Vecchia (Alt-Schluderbach), dove si fece costruire, vicino all'abitazione, un piccolo padiglione dove portò un pianoforte verticale. Un suo caro amico, Theobald Pollack, gli aveva fatto avere una raccolta di poesie cinesi riadattate in tedesco dal poeta Hans Bethge dal titolo Die Chinesische Flöte dicendogli che si sarebbero prestate perfettamente per la composizione di Lieder.
Mahler si dedicò alla lettura del libretto di poesie e tra il mese di luglio e settembre compose gran parte dell'opera in versione per canto e pianoforte, mettendo su carta anche gli abbozzi per l'orchestrazione. Scrisse la composizione in un tempo molto breve, infatti Der Einsame im Herbst, primo brano scritto, era terminato entro luglio e l'ultimo, Der Abschied, il primo settembre. Molti mesi più tardi, a New York, completerà la partitura ponendovi il titolo definitivo Das Lied von der Erde. In basso, sullo stesso foglio, appose la scritta "per l'opera seguente: Nona Sinfonia in quattro movimenti"; secondo la moglie Alma lo fece per scaramanzia, denominando nona quella che doveva essere la decima sinfonia, pensando a quei musicisti che erano morti dopo aver scritto la loro Nona.
Anche se terminata, Mahler tenne la partitura in un cassetto per due anni, forse perché era un lavoro che lo coinvolgeva emotivamente nel profondo; mostrò la composizione solo al suo allievo prediletto, Bruno Walter, ma non decise mai la data dell'esecuzione del suo lavoro. Fu proprio Walter a dirigerla in prima assoluta il 20 novembre 1911, dopo la morte del musicista, alla Tonhalle di Monaco nell'ambito di due giornate dedicate alla memoria del compositore. Walter diresse l'orchestra del Münchner Konzertverein, solisti il contralto Sarah Charles Cahier e il tenore William Miller.

## La composizione
La forma di questa composizione esula da una definizione esatta. Composto dopo la Ottava sinfonia, Das Lied von der Erde non appartiene alla "lista ufficiale" delle sinfonie di Mahler, tuttavia viene tradizionalmente considerata una sinfonia, visto anche il sottotitolo, Eine Symphonie für eine Tenor- und eine Alt- (oder Bariton-) Stimme und Orchester (nach Hans Bethges "Die chinesische Flöte"). Il musicista è riuscito in modo mirabile a unire in un'unica opera due aspetti di composizioni diverse, il Lied e la Sinfonia. Mahler aveva già introdotto le voci in alcune sinfonie precedenti (la Seconda, la Terza, la Quarta e l'Ottava), mentre in Das Lied von der Erde avviene per la prima volta un'integrazione totale fra le due forme. 
L'opera può essere considerata divisa in due parti in un certo qual modo contrapposte. La prima è costituita dai primi cinque lieder e la seconda da Der Abschied che, per durata, bilancia esattamente la prima sezione. La composizione è suddivisa in sei movimenti, ciascuno di essi mette in musica un Lied appartenente alla raccolta Die chinesische Flöte che Hans Bethge aveva adattato in tedesco traendole, non conoscendo il cinese, da versioni francesi e tedesche, pubblicando la raccolta nell'autunno del 1907. Bethge utilizzò per la sua raccolta ottantatré poesie di diversi autori fra cui Li Bai, Wang Wei e Li Tai Po. Tutti questi versi sono un vero inno alla natura e alla terra trattate con sentimento a volte forte a volte più delicato, proprio per questo seppero far breccia nell'animo di Mahler.

## Struttura e analisi
- 1. Das Trinklied vom Jammer der Erde (Il brindisi dei mali della terra). Allegro pesante, non veloce - Ganze Takte, nicht schnell (tenore)

È l'unico lied che mantiene il titolo originale, gli altri sono stati tutti modificati da Mahler. Il vino qui è celebrato ed esaltato come mezzo per opporsi alle miserie umane e alla morte. Il tono pessimistico si concentra sulla considerazione che tanto la vita quanto la morte sono tragici e la visione della giovinezza è ancora più angosciante in questa prospettiva. Il brano ha una forma complessa presentando una struttura in forma-sonata. Il compositore riprende alcuni aspetti dell'armonia di derivazione orientale che era stata caratteristica di Debussy; il brano infatti inizia in La minore per mutare quasi subito rendendosi non definito e variare continuamente.  
- 2. Der Einsame im Herbst (Il solitario nell'autunno). Etwas schleichend. Ermüdet - Con qualcosa di insidioso, stanco * (contralto)

La visione diventa qui un po' più serena. Nel testo, ancora comunque malinconico, il protagonista rimane assorto nella contemplazione della stagione autunnale, che fa da specchio alla sua solitudine e alla nostalgia per l’amore. Questo secondo lied, dominato dalla tonalità di Re minore, ha una forma più semplice con una partitura che è costruita su un contrappunto a due e a tre voci, ricca di allusioni e citazioni, ricordando nella parte centrale i Kindertotenlieder. Anche se il canto è affidato a un contralto, il testo si riferisce a un soggetto maschile.
- 3. Von der Jugend (Della giovinezza). Behaglich heiter - Allegro piacevole * (tenore)

Brano breve e più leggero, aggraziato. Alcuni giovani compongono dei versi presso un piccolo stagno. La musica suggerisce il ricordo della gioventù felice e piena di vita e coincidente con il punto centrale, positivo, della raccolta, in netto contrasto con la parte corrispondente del Congedo.
- 4. Von der Schönheit (Della bellezza). Comodo Dolcissimo (indicazione di tempo solo in italiano su originale) (contralto)

Questo lied, come il precedente, è costruito su una chiara tonalità maggiore. Un piccolo gruppo di fanciulle è intento a raccogliere fiori di loto quando, al passaggio di alcuni giovani, vi è uno scambio di intensi sguardi fra la più bella e uno dei nuovi arrivati.
- 5. Der Trunkene im Frühling (L'ubriaco a primavera). Allegro - Keck, aber nicht zu schnell (tenore)

Il brano, solo apparentemente disinvolto, è invece un momento caricaturale e un po' grottesco che abbassa il sipario sulla fiaba del lied precedente. La vita è probabilmente solo un incubo in cui il vino serve per ottenere l'oblio e per dimenticare il dolore.
- 6. Der Abschied (Congedo). Schwer - Pesante * (contralto)

Il sesto e ultimo brano, che è una fusione di due diverse poesie, si contrappone alla prima parte dell'opera con una diversità netta di forma e stile e riassume il significato profondo della composizione. Il protagonista dei Lieder, che nasconde Mahler stesso, prende commiato da un caro amico e in tal modo vuole dare un addio definitivo alla vita e al mondo; un addio che però non porta al nulla, bensì a una rinascita, consapevolmente suggerita dalla contemplazione della natura e della terra che rifiorisce in eterno.
La parte considerevole, affidata all'orchestra sola, che Mahler dedica alla "Marcia funebre" all'interno del brano, rappresenta il punto cruciale della celebrazione della morte intesa come momento necessario perché il nuovo individuo possa rinascere e "fiorire in primavera". Il finale, nella chiara e luminosa tonalità di Do maggiore, riappacifica l'uomo con l'idea della morte qui intesa come promessa di vita eterna.
* (indicazione in italiano non presente sull'originale)